# 凯里安
凯里安（法語：Querrien，法語發音：[kɛʁjɛ̃]）是法国菲尼斯泰尔省的一个市镇，属于坎佩尔区。

## 地理
凯里安（47°57'35"N, 3°32'13"W）面积54.01 平方千米，位于法国布列塔尼大區菲尼斯泰尔省，该省份为法国最西部的省份，位于布列塔尼半岛西部，北西南三面环大西洋，东临阿摩尔滨海省和莫尔比昂省。
与凯里安接壤的市镇（或旧市镇、城区）包括：梅朗、吉斯克里夫、朗韦内让、吉利戈马尔克、洛屈诺莱、梅拉克、圣蒂里安、特雷梅旺。

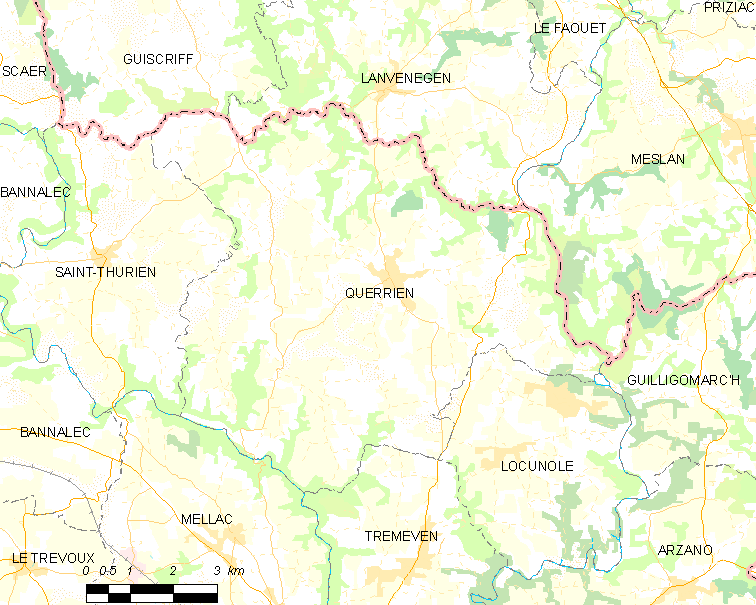
凯里安的OSM定位图

凯里安的时区为UTC+01:00、UTC+02:00（夏令时）。

## 行政
凯里安的邮政编码为29310，INSEE市镇编码为29230。

## 政治
凯里安所属的省级选区为坎佩莱县。

## 人口

1962-2008年间凯里安人口变化图示

凯里安于2022年1月1日时的人口数量为1654人。